# Parallelle poort

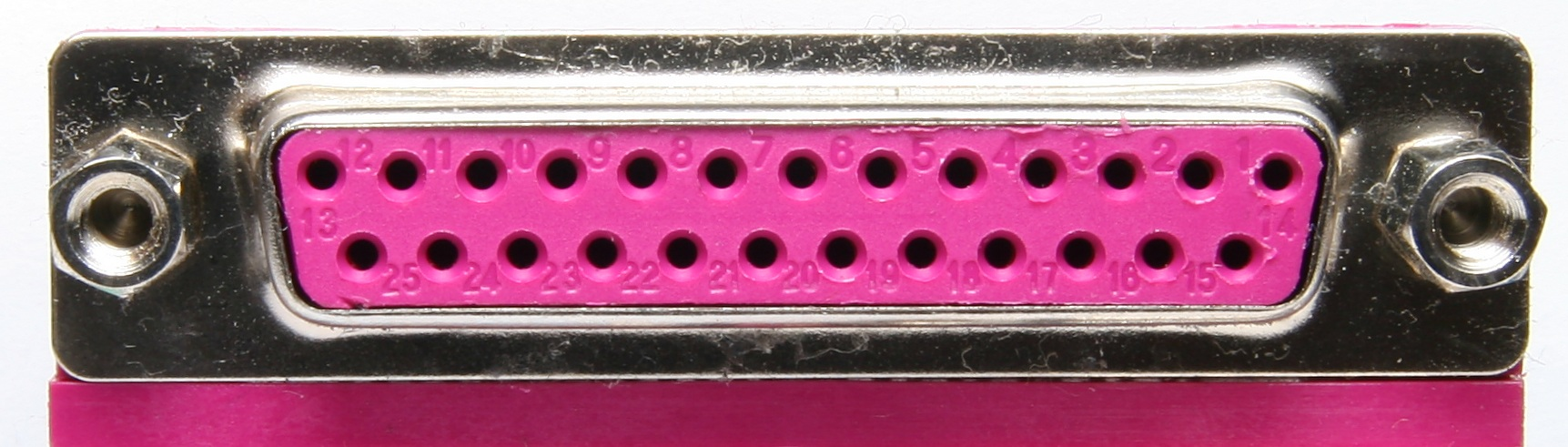
Parallelle poort (25-polige D-sub-aansluiting)

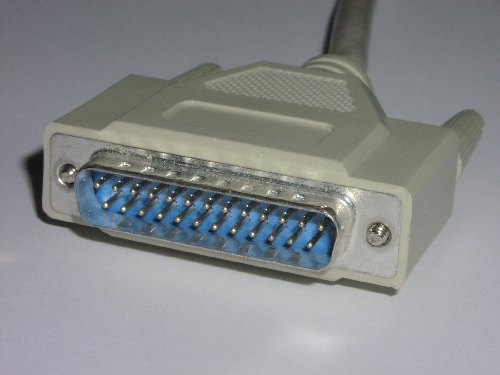
Parallelle aansluiting (mannetje)

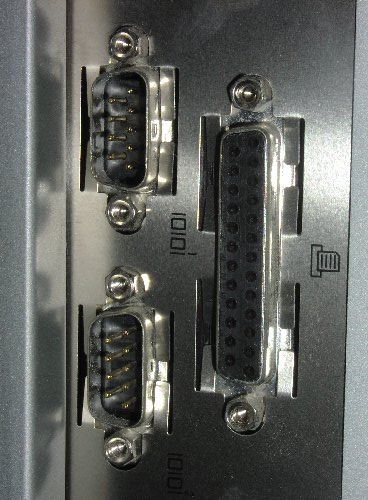
Parallelle en seriële poorten in een computer

Een parallelle poort is een type interface dat wordt gevonden op computers voor het aansluiten van randapparatuur. De naam verwijst naar de manier waarop de gegevens worden verzonden; parallelle poorten verzenden meerdere bits tegelijk in parallelle communicatie, in tegenstelling tot seriële interfaces die bits een voor een verzenden. Hiertoe hebben parallelle poorten meerdere datalijnen nodig in hun kabels en poortconnectoren en zijn ze over het algemeen groter dan de huidige seriële poorten die slechts één datalijn nodig hebben.

## Geschiedenis

### 36-pins contactaansluiting
De eerste generatie pc's was door IBM alleen voorzien van een parallelle poort voor het aansluiten van een printer. De parallelle poort was gebouwd om samen te werken met de printers van het merk Centronics, vandaar dat deze poort ook wel de Centronics-interface wordt genoemd.

### 25-pins contactaansluiting
Vreemd genoeg besloot IBM een andere (25-pins)aansluiting op de computer te maken, terwijl de aansluiting op de Centronics-printers uitging van 36 contactpunten. Wanneer de pc gegevens naar de printer stuurt, verstuurt hij 8 bits tegelijkertijd, vandaar dat deze aansluiting parallelle poort wordt genoemd. Dit betekent dat er minstens 8 gegevenstransporterende draden moeten zijn in de kabel, waardoor de kabel dus ook dik en stug wordt.

### Standard Parallel Port (SPP)
Oorspronkelijk kon de computer met de parallelle poort alleen gegevens versturen en niet ontvangen.
Met de komst van de PS/2 in 1987 werd de specificatie zodanig aangepast dat de computer ook gegevens kon ontvangen en daarmee werd de interface bidirectioneel. Na deze aanpassing werd de aansluiting Standard Parallel Port (SPP) genoemd. Door het verschillend gebruik van de aansluitingen ontstonden er apparaten die half- (op een bepaald moment slechts gegevenstransport naar één zijde mogelijk) en full-duplex (steeds gegevenstransport naar beide zijden mogelijk) konden werken. Een parallelle poort kan normaliter 50 tot 100 kilobytes per seconde verwerken.

### Enhanced Parallel Port (EPP)
In 1991 werd de parallelle poort door een aantal fabrikanten verder verbeterd om naast printers ook opslagmedia via de poort met de computer te kunnen verbinden. De poort werd daarna Enhanced Parallel Port (EPP) genoemd. De transportsnelheid van de gegevens nam door de verbeteringen toe tot 0,5 en 2 megabytes per seconde.

### Extended Capabilities Port (ECP)
Ook vroegen de printers steeds meer capaciteit van de poort. In 1992 werd daarom de op printers gerichte Extended Capabilities Port (ECP) op de markt gebracht. Hierdoor werd voor printers een hogere afdruksnelheid mogelijk en bood de nieuwe poort meer mogelijkheden.

### IEEE-standard voor EPP en ECP
In 1994 werd voor de parallelle poorten de IEEE 1284-standaard uitgebracht. Hierin waren zowel de specificaties van EPP en ECP ondergebracht.
De huidige computers detecteren vaak zelf welke van de hiervoor genoemde standaard voor een apparaat moet worden toegepast, zodat de gebruiker er zich geen zorgen over hoeft te maken. Wanneer het toch nodig is om handmatig de standaard in te stellen, dan kan dit in de BIOS van de computer worden aangegeven.

## USB als alternatief
Tegenwoordig (2017) zijn parallelle poorten samen met seriële poorten zowat volledig vervangen door het recentere en snellere USB.